# Activare cu neutroni
Activarea cu neutroni este procesul în care radiația neutronică induce radioactivitate în materiale și are loc atunci când nucleele atomice captează neutroni liberi, devenind mai grele și trecând în stări excitate. De multe ori, nucleul excitat se dezintegrează imediat prin emiterea de radiație gama, sau particule ca particulele beta, particulele alfa, produși de fisiune și neutroni (din fisiunea nucleară). Astfel, procesul de captură neutronică, chiar și după dezintegrări intermediare, duce de multe ori la formarea de produși de activare instabili. Aceste nuclee radioactive pot avea timpi de înjumătățire de la câteva fracțiuni de secundă până la mai mulți ani.

## Exemple
Un exemplu în care are loc acest tip de reacție nucleară este producerea de cobalt-60 dintr-un reactor nuclear:
59Co + n → 60Co
Ulterior, 60Co se dezintegrează prin emiterea unei particule beta și radiații gama, în 60Ni, având un timp de înjumătățire de aproximativ 5,27 ani. Acest timp de înjumătățire relativ ridicat, precum și disponibilitatea izotopului părinte 59Co (100% din abundența sa naturală), fac din 60Co sursă de iradiere valoroasă pentru radioterapie și pentru aplicații industriale (monitorizarea fisurilor în clădiri masive, sursă de calibrare etc.). Dimpotrivă, aceleși caracteristici recomandă 60Co ca fiind materialul perfect pentru arme radilogice. Astfel, explozia unei bombe nucleară învelită într-o folie de cobalt stabil va conduce la o contaminare pe termen mult mai lung, prin activarea și dispersia cobaltului sub forma sa radioactivă. 

## Utilizări

### Radioprotecție
Pentru medici și responsabili cu radioprotecția, activarea sodiului din corpul uman la 24Na și a fosforului ca 32P, poate oferi o estimare rapidă cu privire la expunerea accidentală la neutroni.